# Velas de Shabat

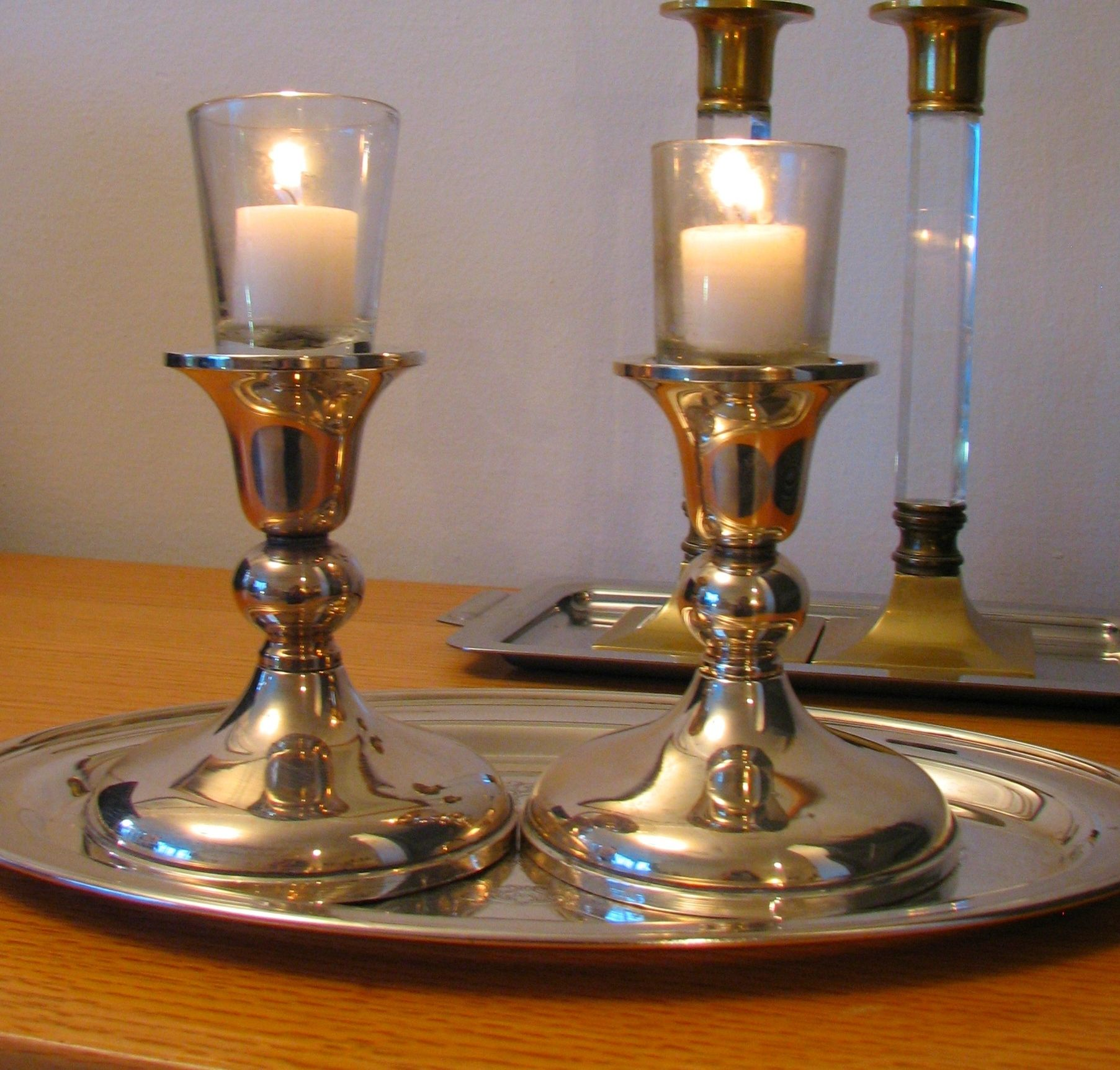
Velas encendidas durante el Shabat.

Las Velas de Shabat (en hebreo: נרות שבת‎) son unas velas que se encienden el viernes por la tarde, antes del anochecer, para marcar el comienzo del Shabat judío. Encender las velas de Shabat es un precepto (mitzvá) de la ley rabínica. El encendido de las velas es llevado a cabo tradicionalmente por la mujer de la casa, pero en ausencia de una mujer, lo puede hacer un hombre. Después de encender las velas, la mujer agita las manos sobre ellas, cubre sus ojos, y recita una bendición, después felicita a los familiares allí presentes y les desea un feliz Shabat.